# Hyper Sports 3
Hyper Sports 3 is een computerspel dat werd ontwikkeld en uitgegeven door Konami. Het spel kwam in 1985 uit voor de MSX-computer. Met dit spel kunnen de volgende sporten worden gedaan: wielrennen, hink-stap-springen en polsstokhoogspringen.
Het spel maakte onderdeel uit van het compilatiespel Konami Antiques: MSX Collection Vol. 2 dat in 1998 uitkwam voor de PlayStation en PlayStation Network. Het spel kwam beschikbaar voor de Sega Saturn via het compilatiespel Konami Antiques MSX Collection Ultra Pack dat in 1998 uitkwam.